# Фонжонкуз
Фонжонкуз (фр. Fontjoncouse) насеље је и општина у јужној Француској у региону Лангдок-Русијон, у департману Од која припада префектури Нарбон.
По подацима из 2011. године у општини је живело 146 становника, а густина насељености је износила 5,34 становника/km². Општина се простире на површини од 27,35 km². Налази се на средњој надморској висини од 307 метара (максималној 420 m, а минималној 69 m).

## Демографија
| 1962. | 1968. | 1975. | 1982. | 1990. | 1999. | 2011. |
| ----- | ----- | ----- | ----- | ----- | ----- | ----- |
| 109   | 141   | 110   | 91    | 102   | 119   | 146   |

График промене броја становника у току последњих година